# ソフトウェア保守者
フリーでオープンソースのソフトウェアやインナーソースのソフトウェアにおける、ソフトウェア保守担当者、ソフトウェアのメンテナー (英: software maintainer)または、パッケージの保守管理者、パッケージメンテナー (英: package maintainer)は通常、配布用のバイナリパッケージにソースコードをビルドしたり、パッチをコミットしたり、ソースリポジトリでコードを整理したりする人である。

## 訳語
情報処理推進機構の発行する書籍や大阪大学の教授らによる論文において、ソフトウェア保守担当者という呼称が掲載されている。
- ソフトウェアの保守担当者（上記と比べ「の」が追加。大阪大学の学生の論文[5]）
- ソフトウェア保守者（大阪大学の学生の論文[6]）
- ソフトウェアのメンテナー（プログラム開発関連書籍の翻訳者である村上雅章が訳した1記事[7]、彼は以前に「ソフトウェア保守担当者」とも訳している[4]）
- パッケージの保守管理者（1翻訳書だが[8]）
- パッケージメンテナ / パッケージのメンテナ（1翻訳書だが[9]）

「保守担当者」や「保守者」や「保守管理者」の語句は、情報処理系の技術者試験の参考書によく頻用されている。こうしたコンピューター関連の書籍においては、maintainerの英単語と共に「メンテナ」のほかに、「保守管理者」、「保守担当者」、「保守者」と併記した翻訳書がある
。